# Histoire des agences de presse en Russie
L'histoire des agences de presse en Russie a vu se succéder plusieurs agences nationales importantes, en lien avec celles des autres pays.

## XIXesiècle

### Les prémices, le télégraphe optique russe
L'immense étendue de l'empire russe fait obstacle continuel à la transmission des ordres envoyés de la capitale. Du coup, un "grand nombre de personnes avaient essayé à Saint-Pétersbourg de construire" le Télégraphe optique russe, mais sans succès. Parmi elles, l'abbé Valentin Haüy, connu pour sa méthode d'éducation des aveugles, a fait une proposition sans suite, dans une brochure publiée en 1805. Les journaux russes annoncèrent peu après, en 1808, qu'un autre français, Volque, allait équiper Saint-Pétersbourg d'un télégraphe aérien, mais il n'obtint pas le marché, pas plus qu'au Danemark, où il espérait placer son invention. Un premier télégraphe optique est déployé en 1824, de la capitale au Lac Ladoga.
Finalement, le Télégraphe optique russe voit le jour en 1831 sous la forme d'une déclinaison du Télégraphe Chappe. Un ancien employé de Chappe, Pierre-Jacques Chateau, renvoyé de l'Administration télégraphique au moment de la Révolution de 1830, est venu proposer au Tsar un système utilisant le télégraphe de Chappe mais en diminuant le nombre des signaux. Sa proposition a été acceptée et il a établi en Russie deux lignes de télégraphie aérienne, l'une, simplement expérimentale, de huit postes entre Saint-Pétersbourg et l'île de Cronstadt, et l'autre, beaucoup plus longue de cent quarante-huit postes entre Saint-Pétersbourg et Varsovie. Toutes les deux avaient une vocation militaire. Une de lanterne, fonctionnant à l'huile, permettait de transmettre la nuit.

### L'arrivée du télégraphe électrique à Saint-Pétersbourg
Saint-Pétersbourg est connectée aux capitales européennes par le télégraphe en décembre 1854, pendant la Guerre de Crimée, sept ans avant que le chemin de fer n'en fasse de même. Une partie du trajet vers Saint-Pétersbourg s'effectue alors toujours en voiture et à cheval. Quelques années après, le télégraphe sert aussi pour les journaux.
L'agence de presse britannique Reuters compte dès 1857 parmi ses clients, Posrednik, quotidien russe des matières premières, édité par Pavel Stepanovitch Oussov, un journaliste qui a travaillé en Angleterre. Son père est professeur de sciences agricoles à l'Université de Saint-Pétersbourg et directeur de l'hebdomadaire L'agriculture et la vraie science. Oussov fut d'abord adjoint à la rédaction en chef d'un autre journal, L'Abeille du nord ("Severnaïa Ptchela" en russe), fondé par l'écrivain conservateur Thaddeus Boulgarine en 1825.
Vers la fin de l'année 1856, le "Saint-Pétersbourg Vedomosti" et le Journal de Saint-Pétersbourg souhaitent publier des actualités étrangères sous la forme de télégrammes. Pavel Oussov s'adresse immédiatement à Louis Schneider, correspondant à Berlin de L'Abeille du nord, pour qu'il trouve, avant les concurrents, un accord avec l'agence de presse allemande Wolff. La première dépêche télégraphique russe est ainsi parue dans L'Abeille du nord du 8 janvier 1857.

### La mutualisation du coût des nouvelles étrangères
Constatant ensuite que chacun des journaux russes paie pour la même nouvelle de l'étranger, Oussov propose de partager les coûts d'un service mutuel, puis convainc les éditeurs de deux autres journaux, la "Saint-Pétersbourg Gazette" et Russkii Invalid (journal militaire publié dans la capitale russe de 1813 à 1917) de partager les télégrammes de l'étranger, d'une manière telle Wolff soit forcé de baisser les prix de ses services. Il en persuade aussi le Journal de Saint-Pétersbourg.
Pour cela, Pavel Oussov crée en février 1857 son nouveau journal : Posrednik. Son premier numéro, sorti le 27 février 1857, comportait un télégramme de Londres daté de la veille. En août 1857, grâce à l'intermédiation d'un marchand britannique opérant en Russie, c'est au tour de l'agence de presse Reuters de tenter de s'implanter en Russie, comme il veut le faire en Italie, où le monopole d'Havas dans les départements français du Piémont, depuis les années 1840, est mal vu par Camillo Cavour. Le 23 août 1857 Reuters rencontre en Russie Oussov.
En octobre 1859, Reuters lui écrit, pour l'informer de l'accord de partage des nouvelles commerciales et financières avec Wolff et Havas. Reuters tente de se partager le marché russe avec le Bureau Télégraphique Wolff, lui concédant les nouvelles politiques pour se concentrer sur les seules informations commerciales, mais celui-conserve la prédominance, le Journal de Saint-Pétersbourg organe semi-officiel, s'opposant en particulier à Reuters. Reuters obtient cependant un contrat avec Posrednik. Il revient en Russie en 1862. Posrednik fait ensuite faillite, en 1864, à la suite de difficultés financières.

### La création de l'Agence télégraphique RTA en 1866
Jusqu'aux années 1860, malgré l'incursion de Reuters en 1857, le Bureau Télégraphique Wolff, basé en Prusse, est la seule agence étrangère tolérée en Russie. Les journaux russes qui désiraient publier des nouvelles de l'étranger devaient s'adresser au ministre des affaires étrangères et se contenter des bulletins qu'il publie. En 1865, plusieurs journaux russes se plaignent de cette situation. L'Agence télégraphique RTA est alors fondée en mars 1866 par le marchand-banquier banquier K.V. Troubnikov, qui a des intérêts personnels dans plusieurs journaux russes, en particulier Birjevye Vedomosti ("La Gazette des marchés", en russe), publiée depuis 1861, avec une tolérance relative de l'administration du Tsar à Saint-Pétersbourg. Troubnikov avait déjà dénoncé à plusieurs reprises le monopole du Bureau Wolff en Russie. Le négociant et éditeur de presse doit cependant accepter une supervision de l'État russe, par le biais d'un censeur installé au sein même de l'Agence RTA. Il promet rapidement de tisser un réseau de collecte des nouvelles.

### Les difficultés de Reuters face au bureau Wolff
Troubnikov est surtout abonné à Reuters et diffuse ses dépêches dans les journaux russes à la place de ceux du Bureau Télégraphique Wolff. Cette situation nouvelle correspond à l'expansion rapide de Reuters, qui a créé des bureaux à Hambourg, Hanovre, Cassel et Brème, et même deux filiales allemandes, une à Munich, le Bureau de correspondance du Sud et une autre à Berlin, le Bureau de correspondance du Nord sous la direction d'Ofrats Alberts. Le bureau de Hanovre rapporte à lui seul 2000 sterling par mois à Reuters, dont la percée provoque un ressentiment au sein du Bureau Télégraphique Wolff, qui se transforme alors en Agence Continentale allemande.
Le Journal de Saint-Pétersbourg, Russkii Invalid et surtout Golos, fondé en 1863 par le journaliste Andreï Kraïevsky, commencent à publier les nouvelles de RTA à partir du mois de juin 1866, mais continuent à recevoir ceux du Bureau télégraphique Wolff. Entretemps, la guerre austro-prussienne met en difficulté Reuters : de Vienne, l'Agence anglaise annonce une "victoire complète" de l'Autriche à la bataille de Sadowa. La victoire prussienne ne devient compréhensible qu'après le reportage de William Howard Russell, du Times. Peu après, plusieurs clients russes se disent déçus des services de Troubnikov et créent une autre agence, qui est en lien direct avec l'Agence Continentale allemande, dont ils redeviennent ainsi clients. De plus, l'Agence RTA se heurte à la censure du gouvernement, qui freine ses perspectives de développement.
L'Agence RTA a ainsi périclité, d'autant plus qu'elle n'a pas tenu ses promesses de collecte des informations sur le marché intérieur, malgré le succès du télégraphe dans le pays. Le réseau public a réussi à déployer de nombreuses stations télégraphiques, dont le nombre est passé de 160 à 714 dans les années 1860, qui lui permettent de relier la capitale à Vladivostok en 1871. En 1869, le Cartel des agences de presse conclut un nouvel accord de partage du monde qui décide de confirmer que la Russie est le territoire de l'Agence Continentale.

### L'agence télégraphique ITA, fondée en 1872
En 1872, le journaliste Kraïevsky se déclare à son tour insatisfait de la diffusion des nouvelles en Russie, ou l'Agence Continentale se plie à la censure. Il crée l'Agence télégraphique ITA (International Telegraph Agency), en s'appuyant sur son journal Golos (La Voix), qui ne lui survivra pas : le gouvernement russe ne lui renouvelle pas l'accès au réseau télégraphique à la fin de l'année 1882. Cette agence de presse lui permet d'élargir le réseau de correspondants internationaux qu'il a déjà mis sur pied pour Golos.
En 1876, Havas envoie Elie Mercadier à Saint-Pétersbourg, pour négocier avec M. de Pogenpohl, directeur de l'Agence Générale ITA, qui a alors un statut "officiel" mais dont le service est jugé "mauvais", du côté français. L'enjeu nouveau est la couverture de la guerre de 1876 entre les empires austro-hongrois, russes, et ottomans, que Sigismund Englander est parti couvrir pour Reuters, de Constantinople. Havas s'adresse alors aussi à Reuters pour "coordonner" les "efforts afin d'obtenir, tant du côté turc que du côté russe, un service supérieur à celui que les journaux vont tenter d'avoir". Reuters décline l'offre et Havas installe à Bucarest un correspondant qui est présenté au général commandant l'armée russe. Elie Mercadier installe dans la capitale russe un traducteur, pour transmettre à Paris des revues de presse, puis le Grand-Duc accorde à Havas l'usage des fils militaires russes, peu avant que l'armée russe ne traverse le Danube, le 27 juin. Havas indique alors à son envoyé spécial en Roumanie un message disant « M. de Pogenpohl fera certainement le service à un point de vue tout à fait russe. Vous devez vous préoccuper, de votre côté, du point de vue roumain".

### La Northern Telegraph Agency, de 1882 à 1894
Une dizaine d'années après sa création, l'Agence ITA  a été évincée par le gouvernement russe. Le Tsar ne lui renouvelle pas la concession d'accès au réseau télégraphique à la fin de l'année 1882. La concession est alors accordée à une autre agence, la "Northern Telegraph Agency", mise sur pied sous forme d'un regroupement de journaux. Elle procuré aux journaux russes un service de nouvelles de 1882 à 1894. Plusieurs des journaux clients vont à nouveau se déclarer insatisfaits et se tourner vers l'Agence Continentale allemande, dont une RTA "nouvelle formule" deviendra une filiale à partir de 1895. Une Agence télégraphique de Saint-Pétersbourg (ATSP) est ensuite fondée en 1904 par le Tsar.

## XXesiècle

### L'agence de Saint-Pétersbourg, fondée en 1904, devient l'Agence Rosta
le 4 juillet 1904, l'Agence télégraphique de Saint-Pétersbourg est créée lors d'une réunion des ministres des Finances, de l'Intérieur et des Affaires étrangères russes. Son but est de fournir des informations politiques, économiques et toute autre information qui pourrait intéresser le public sur la Russie et l'étranger. Elle débute officiellement ses activités deux mois après. Le 19 août 1914, un jour après que la ville de Saint-Pétersbourg fut renommé en Pétrograd, l'agence change également de nom pour devenir l’Agence télégraphique de Pétrograd (ATP). Le gouvernement d'alors décrète qu'elle est la seule agence de presse de l'État.
Le 7 septembre 1918, ATP change à nouveau de nom pour devenir l'Agence télégraphique russe, ou "Agence de presse télégraphique russe" (APTR). Et le 25 juillet 1925, elle devient l’« Agence télégraphique de l'Union soviétique » (ou Телеграфное агентство Советского Союза - Telegrafnoïe aguentstvo Sovietskogo Soïouza (TASS)), par un décret du Præsidium du Soviet suprême de l'Union soviétique. Elle est également appelée "Agence de presse Rosta", dirigée par Jacques Doletzky. Le 28 mars 1924, Jacques Doletzky, signa, avec les représentants de Havas et de Reuter réunis à Paris, un accord de coopération et en juillet 1925, l'agence Tass se substitua à l'Agence Rosta dans tous les contrats avec l'étranger.

### L'agence Tass

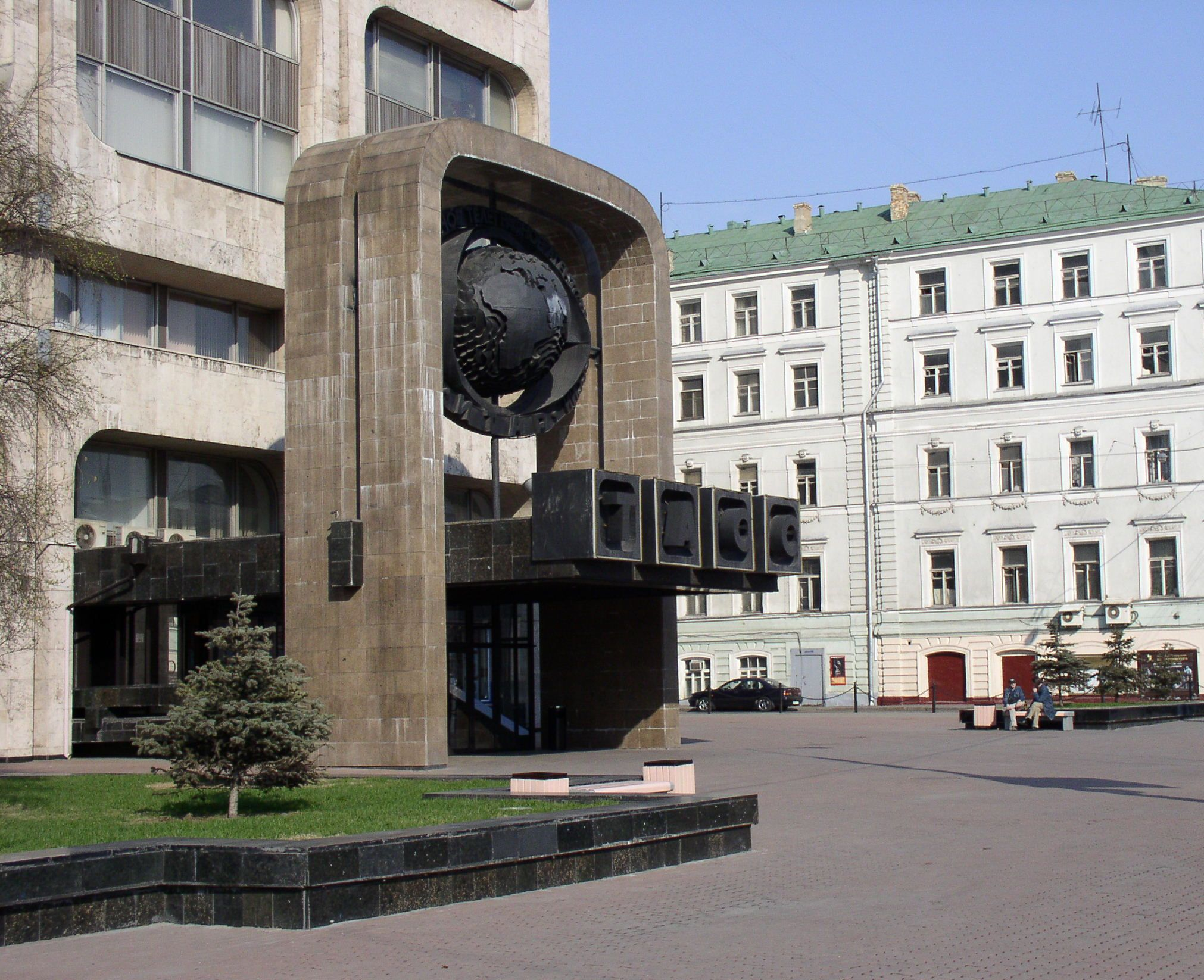
Immeuble de la Tass à Moscou

Durant l'ère soviétique, l'Agence Tass est la seule source d'informations de tous les médias présents en Union soviétique. Au milieu des années 1980, TASS est à son apogée et comprend 14 antennes régionales. Son statut sera en suspens après l'éclatement de l'Union soviétique et la disparition des structures fédérales.

### Le Sovinformburo des années 1940 devient Novosti en 1961
Le Bureau soviétique d'information (Sovinformburo) fut formé le 24 juin 1941, deux jours après l'entrée de la Wehrmacht en URSS, avec pour mission de couvrir à la radio et dans les journaux la situation sur le front, le travail à l'arrière et l'action des partisans. Puis fut créé au sein même de la structure du Sovinformburo un bureau spécial pour la diffusion d'informations dans les pays étrangers, en 1944.
En 1961, le Sovinformburo sert de base pour la création de l'agence de presse Novosti qui devient le principal organe d'information des organisations non gouvernementales soviétiques et a pour objectif de diffuser largement à l'étranger une information véridique sur l'URSS et de faire connaître à l'opinion publique soviétique la vie des peuples des pays étrangers.

### Fondation de l'Agence Interfax en 1989
Créé en 1989 par des anciens de Radio Moscou, Interfax est présent dans plusieurs grandes capitales du monde et se concentre sur des informations d’Europe et d’Asie, y compris celle provenant de la Russie. Interfax publie notamment des comptes rendus réguliers sur les grandes filières des affaires et des études de marché sectorielles, vendues sur abonnement.

### Les fusions de 1991 et 1992
Des créations et fusions d'agences ont lieu après la chute de l'Union soviétique. L'agence russe RIA, créée en 1991 et considérée comme proche du gouvernement russe, a fusionné à l'automne 1991 avec Novosti, l'agence du gouvernement soviétique devenue agence officielle de la présidence soviétique en juillet 1990. En 1992, le nom de l'Agence Tass change pour devenir ITAR-TASS (ITAR signifiant en russe : Информационное телеграфное агентство России, ou en français « Agence d'information télégraphique de Russie »), à la suite d'une nouvelle fusion, la réunissant avec le produit du mariage entre Ria et Novosti. La fusion est édictée selon un décret du président russe Boris Eltsine. La nouvelle agence  s'appelle dans un premier temps "RITA". Sa direction doit être subordonnée au président, au Parlement et au gouvernement russe, selon le ministre de l'information de Russie, Mikhaïl Poltoranine.

### Rossiya Segodnya, fondée en décembre 2013
L’agence de presse internationale Rossiya Segodnya, dirigée par le journaliste international Dmitri Kisselev, diffuse depuis décembre 2013. L’agence vise à présenter au public étranger aussi bien des actualités russes que la vision russe de l’actualité internationale. Margarita Simonian est sa rédactrice en chef. La presse occidentale qualifie Kisselev et Simonian de principaux propagandistes du Kremlin. La principale ressource de Rossiya Segodnya est la chaîne d’information en continu RT, qui diffuse depuis Moscou dans plus de cent pays au monde, en anglais, arabe et espagnol, et accessible à une audience de sept cents millions de spectateurs. La chaîne dispose de ses propres studios à Washington et à Londres, qui diffusent en direct. Pour expliquer la mission de Rossiya Segodnya, Kisselev précise : « L’agence cherche à rétablir la juste place de la Russie en tant que pays important aux bonnes intentions ».
Le 10 novembre 2014, Rossia Segodnia a lancé la plate-forme multimédia Sputnik, dont la composante audio, Radio Sputnik, a remplacé La Voix de la Russie. Sur le territoire de la Russie, Rossia Segodnia continue à utiliser RIA Novosti comme marque en tant qu'agence de presse en langue russe à travers le site ria.ru.